# Metsatöll
Metsatöll é uma banda estoniana de folk metal. O nome "Metsatöll" é um antigo eufemismo estoniano para lobo, que reflete-se na dureza das suas letras. Grande parte do seu material, utiliza flauta e outros instrumentos tradicionais, baseia-se nas guerras pela independência dos séculos XIII e XIV. 

## História
Metsatöll foi formado em 1998, como um trio (Markus - vocais e guitarra, Factor - bateria, Andrus - baixo), tocando heavy metal épico com poucas influências do folclore antigo estoniano. O primeiro álbum chamado "Terast mis hangund me hinge" ("Aço congelado em nossas almas") foi lançado nessa época.
Em 2000, o bom amigo Varulven juntou-se à banda. Até agora ele tinha acompanhado as atividades da banda e algumas vezes participado de apresentações com o grupo. Varulven havia sozinho aprendido tocar uma série de instrumentos do antigo folclore estoniano e junto a isto percebeu que metal e folclore antigo estoniano se encaixam perfeitamente. Desde então, as canções runas-estonianas e melodias tradicionais têm estado cada vez mais presentes na música do Metsatöll. 
2001 foi um ano difícil para a banda, desde que seu baixista Andrus deixou o grupo para dedicar-se mais a seus assuntos pessoais. Um novo baixista, KuriRaivo, foi encontrado após alguns meses.
Em 2002 Metsatöll lançou o single "Hundi Loomine" (Fazer um Lobo, Criar um Lobo), para o qual um vídeo foi também filmado (dirigido por Liina Paakspuu). Hundi Loomine recebeu inúmeras críticas favoráveis e comentários na mídia local, nele falou-se do verdadeiro espírito dos estonianos, da destruição dos efeitos negativos do idioma inglês e do renascimento do folclore através dos meios contemporâneos e das pessoas. 
No início de 2004, o baterista Factor dedicou-se completamente à ciência e foi substituído por Atso.
No final de 2004, Metsatöll lançou o seu segundo álbum, chamado Hiiekoda (Meu Lar, Meu Bosque Sagrado), que foi aclamado pela crítica tanto por fãs de metal, quanto por e não-metal de todas as partes da Estônia. É um álbum de heavy metal fortemente combinado com antigos instrumentos tradicionais estonianos. 
Em 2005, Metsatöll lançou uma regravação do seu antigo álbum Terast mis hangund me hinge chamado Terast mis hangunud me hinge 10218. O número representa a idade do mundo segundo a cronologia estoniana. É muito mais influenciado pela música popular e feito de uma maneira muito mais profissional, no geral. Eles também lançaram um álbum ao vivo chamado Lahinguväljal näeme, raisk! (Vejo você no campo de batalha, bastardo!).

## Integrantes
- Markus "Rabapagan" Teeäär — vocais, guitarra
- Lauri "Varulven" Õunapuu — vocais, guitarra, flauta, torupill (gaita-de-fole estoniana), kannel e outros instrumentos tradicionais
- KuriRaivo — baixo e vocais
- Tõnis Noevere — bateria e vocais

Ex-integrantes
- Silver "Factor" Rattasepp — bateria (1998–2004)
- Andrus Tins — baixo (1998–2000)
- Atso — bateria (2004-2017)

## Discografia
- Terast mis hangund me hinge (Aço congelado em nossas almas) (1999)
- Hiiekoda (Bosque Sagrado) (2004)
- Terast mis hangund me hinge 10218 (Aço congelado em nossas almas 10218) (2005)
- Sutekskäija (Lobisomem) (2006)
- Lahinguväljal näeme, raisk! (Vejo você no campo de batalha, bastardo!) (2006)
- Raua needmine (Maldição do Ferro) (2006)
- Iivakivi (Pedra da Fertilidade) (2008)
- Äio (2010)
- Ulg (2011)
- Karjajuht (2014)
- Katk Hutsariks (2019)